# Charley and the Angel
Charley and the Angel (Un ángel para Charlie en España y Charley y el ángel en Argentina) es una comedia cinematográfica estadounidense de 1973 dirigida por Vincent McEveety y protagonizada Fred MacMurray, Cloris Leachman, Harry Morgan.
La película está basada en la novela The Golden Evenings of Summer de Will Stanton.

## Argumento
Charles Appleby es un afanoso hombre de negocios que pone el trabajo por encima de su familia.
Un día, un viejo ángel aparece y se le presenta con la misión de llevárselo, pues debería estar ya muerto. Sin embargo Appleby le pide unos pocos días más para arreglar sus asuntos, lo que significa esencialmente fortalecer sus relaciones familiares antes de partir con él.

## Reparto
| Actor              | Personaje        |
| ------------------ | ---------------- |
| Fred MacMurray     | Charley Appleby  |
| Cloris Leachman    | Nettie Appleby   |
| Harry Morgan       | El Ángel         |
| Kurt Russell       | Ray Ferris       |
| Kathleen Cody      | Leonora Appleby  |
| Vincent Van Patten | Willie Appleby   |
| Scott C. Kolden    | Rupert Appleby   |
| George Lindsey     | Pete - Handyman  |
| Edward Andrews     | Ernie - Banquero |
| Richard Bakalyan   | Buggs            |

## Producción
La película fue filmada en Pasadena, California, para poder recrear la atmósfera de los años 30 que hay en la película. Se llevó a cabo entre mediados de julio y finales de septiembre de 1972.

## Recepción
Hoy en día la película de Walt Disney ha sido valorada en portales cinematográficos. En IMDb, por ejemplo, con 665 votos registrados, el filme obtiene una media ponderada de 6,1 sobre 10. En cuanto a Rotten Tomatoes, los más de 100 votos registrados allí le dieron una valoración media de 3 de 5. También cabe destacar, que en La Vanguardia el 55 % de los usuarios registrados allí le dan a la película una valoración positiva.